# Hubert Goltzius
Hubert Goltz nebo Goltzius (30. října 1526 Venlo – 24. března 1583 Bruggy) byl renesanční malíř, rytec a tiskař a vydavatel z jižního Nizozemska. Je důležité nezaměňovat jej za mnohem slavnějšího Hendrika Goltziuse, který byl jeho bratrancem.

## Životopis
Vlámský životopisec Karel van Mander ve své publikaci Het schilder-boeck (Malířská kniha) z roku 1604 uvádí, že Goltzius se narodil ve Venlo rodičům pocházejícím z Würzburgu. Byl žákem Lamberta Lombarda. Dvanáct let strávil v Antverpách prací na knize rytin nazvané “Medaglien oft tronien der Roomsche Keysers” (medailony nebo busty římských císařů).
Goltzius se oženil více než jednou. Jeho první manželkou byla Lysbeth Verhulst. Lisbeth byla sestra Mayken Verhulst, ta byla manželkou malíře Pietera Coecke van Aelsta a Barbary Verhulst, která byla manželkou Jacoba de Pundera. Hubert Goltzius příležitostně spolupracoval na některých zakázkách se svým švagrem Jacobem de Punderem.

## Vydavatel
Hubert Goltzius měl v Bruggách vlastní tiskárnu. Tiskl tam své knihy: Caius Julius Caesar, or a history of Roman Emperors in medals (Caius Julius Caesar, aneb historie římských císařů v medailonech) vydanou v roce 1563, a The life of Julius Caesar (Život Julia Caesara) vydanou v roce 1566. Za publikování knihy Fastos v roce 1567 byl jmenován římskou městskou radou čestným občanem města Říma. Zmínil se o tom ve své další knize Caesar Augustus z roku 1574. Poslední knihu s rytinami řeckých vládců vydal v roce 1576.

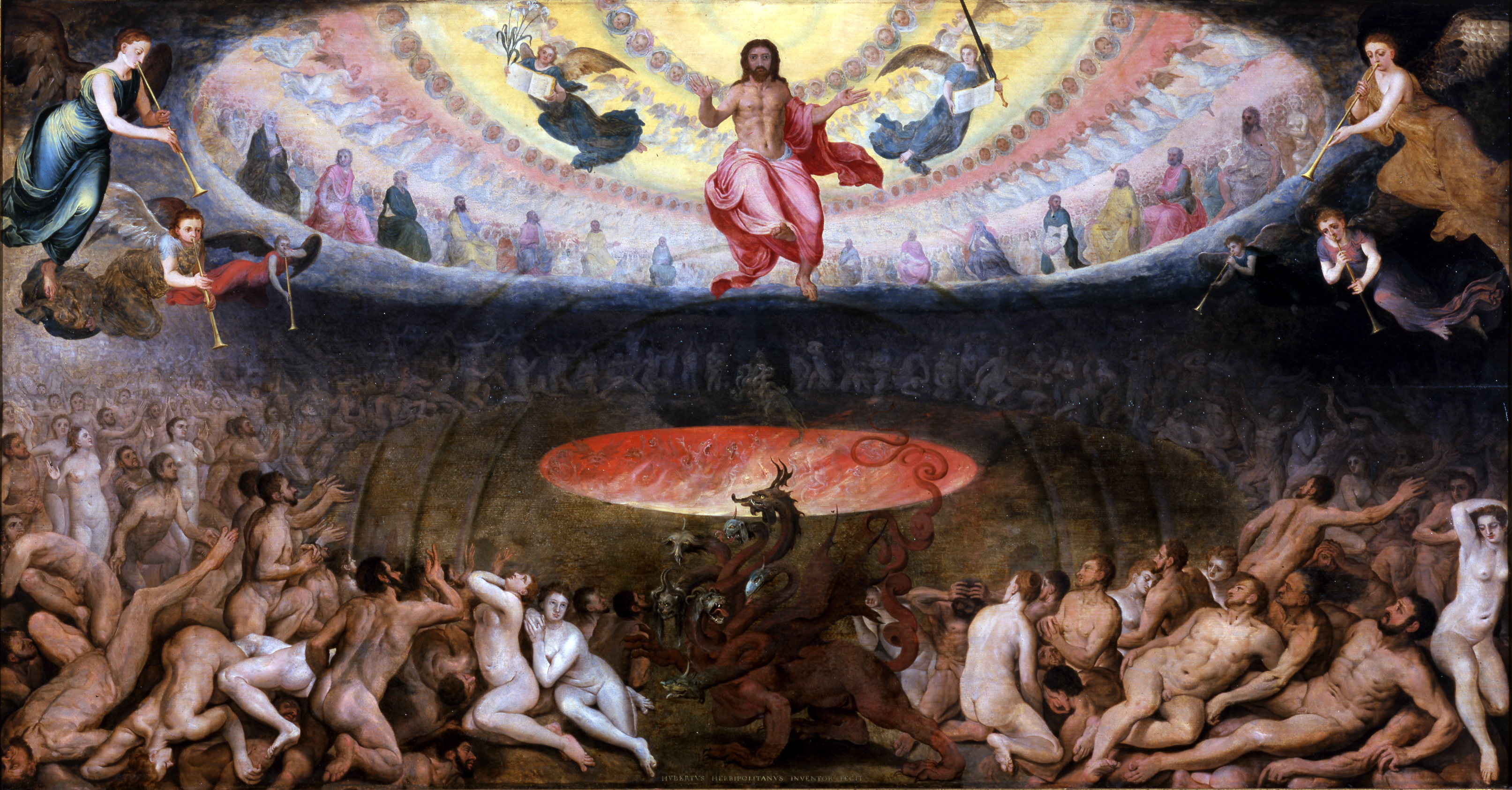
Poslední soud panel, muzeum v Limburgu, 1557

Jeho portrét dvakrát namaloval Anthonis Mor. Goltzuis mu za to věnoval svou knihu. Tyto obrazy, stejně jako knihy, oceňovali ve svých verších různí básníci. Stejně oceňován byl i rytý portrét Melchiora Lorcka, použitý v jeho poslední knize z roku 1576. Rytina byla vydaná i samostatně.
Hubert Goltzius namaloval v roce 1557 obraz Poslední soud pro radnici ve Venlo, kde je stále k vidění. V letech 1558–1560 odcestoval do Itálie a v roce 1570 podnikl výlet do Německa. Zemřel v Bruggách v březnu 1583.

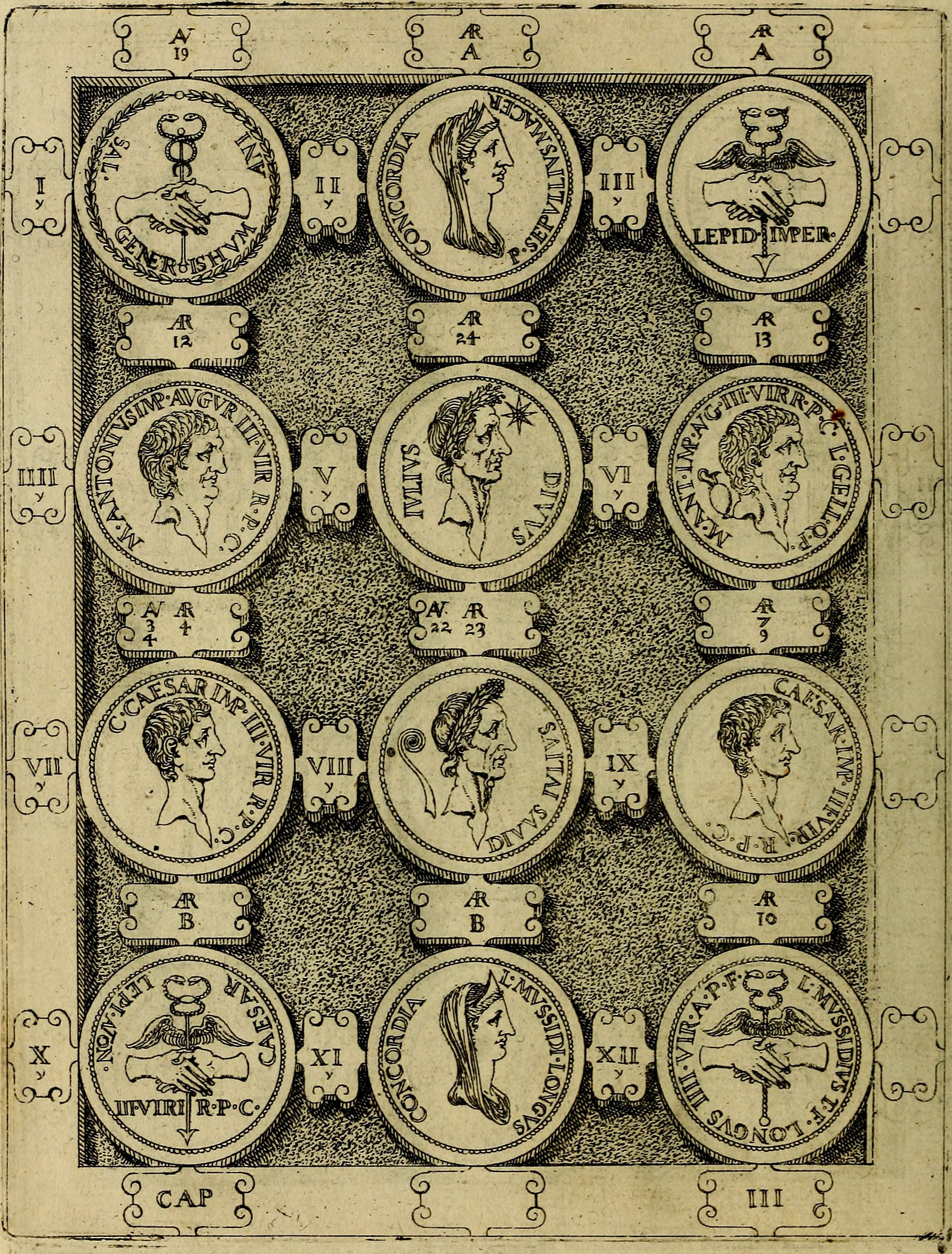
C. Ivlivs Caesar - sive Historiae imperatorvm Caesarvmqve romanorvm ex antiqvis nvmismatibvs restitvtae liber primvs; accessit C. Ivlii Caesaris vita et res gestae (1563)